# Diego Chará
Diego Ferney Chará Zamora (Valle del Cauca, 5 aprile 1986) è un calciatore colombiano, centrocampista del Portland Timbers.

## Biografia
Ha un fratello, anch'egli calciatore, Yimmi Chará. Dalla stagione 2020 militano nella stessa squadra, il Portland Timbers.

## Carriera
Diego Chará cresce nelle giovanili del Deportes Quindío, venendo promosso nel 2004 in prima squadra. Milita con la compagine colombiana fino al 2008, quando cambia casacca passando all'América de Cali, con i quali esordisce in Coppa Libertadores nel 2009. A Cali rimane un solo anno, collezionando 37 presenze e siglando una rete tra campionato e coppa. L'anno successivo passa al Deportes Tolima con i quali rimane due anni e giocando complessivamente 65 partite e mettendo a segno 5 reti.
Nel 2011 arriva lo sbarco negli Stati Uniti; il 13 aprile 2011 viene acquiastao dai Timbers, divenendo il primo calciatore designato nella storia della società. Il 24 aprile esordisce in MLS sostituendo ad inizio ripresa James Marcelin. 
Il 21 agosto, al Providence Park, realizza dopo due minuti di gioco la prima rete in MLS contro il Vancouver Whitecaps. Divenuto un calciatore titolare nella rosa, nella stagione 2015 contribuisce a portare la propria squadra ai playoff, dove realizza la rete del definitivo 2-0 nei quarti di finale contro i Whitecaps; Conquista così la prima MLS Cup giocando da titolare a centrocampo la finale contro il Columbus Crew vinta per 2-1.

## Statistiche

### Presenze e reti nei club
| Stagione                | Squadra                 | Campionato              | Campionato | Campionato | Coppe nazionali | Coppe nazionali | Coppe nazionali | Coppe continentali | Coppe continentali | Coppe continentali | Altre coppe | Altre coppe | Altre coppe | Totale | Totale |
| Stagione                | Squadra                 | Comp                    | Pres       | Reti       | Comp            | Pres            | Reti            | Comp               | Pres               | Reti               | Comp        | Pres        | Reti        | Pres   | Reti   |
| ----------------------- | ----------------------- | ----------------------- | ---------- | ---------- | --------------- | --------------- | --------------- | ------------------ | ------------------ | ------------------ | ----------- | ----------- | ----------- | ------ | ------ |
| 2009                    | América de Cali         | PD                      | 31         | 1          | CC              | -               | -               | CL                 | 6                  | 0                  | -           | -           | -           | 37     | 1      |
| 2010                    | Deportes Tolima         | PD                      | 43         | 3          |                 | -               | -               | CL                 | 6                  | 0                  | -           | -           | -           | 49     | 3      |
| 2011                    | Deportes Tolima         | PD                      | 9          | 2          | CC              | -               | -               | CL                 | 7                  | 0                  | -           | -           | -           | 16     | 2      |
| Totale Deportes Tolima  | Totale Deportes Tolima  | Totale Deportes Tolima  | 52         | 5          |                 | -               | -               |                    | 13                 | 0                  |             | -           | -           | 65     | 5      |
| 2011                    | Portland Timbers        | MLS                     | 28         | 2          | USOC            | -               | -               |                    | -                  | -                  |             | -           | -           | 28     | 2      |
| 2012                    | Portland Timbers        | MLS                     | 28         | 0          | USOC            | 1               | 0               |                    | -                  | -                  |             | -           | -           | 29     | 0      |
| 2013                    | Portland Timbers        | MLS                     | 31+4       | 0          | USOC            | 2               | 0               |                    | -                  | -                  |             | -           | -           | 37     | 0      |
| 2014                    | Portland Timbers        | MLS                     | 31         | 2          | USOC            | 1               | 0               | CCL                | -                  | -                  |             | -           | -           | 32     | 2      |
| 2015                    | Portland Timbers        | MLS                     | 28+4       | 2+1        | USOC            | -               | -               |                    | -                  | -                  |             | -           | -           | 32     | 3      |
| 2016                    | Portland Timbers        | MLS                     | 30         | 0          | USOC            | 0               | 0               | CCL                | 4                  | 0                  |             | -           | -           | 34     | 0      |
| 2017                    | Portland Timbers        | MLS                     | 29+1       | 1          | USOC            | -               | -               |                    | -                  | -                  |             | -           | -           | 30     | 1      |
| 2018                    | Portland Timbers        | MLS                     | 27+6       | 2          | USOC            | 3               | 0               |                    | -                  | -                  |             | -           | -           | 36     | 2      |
| 2019                    | Portland Timbers        | MLS                     | 30+1       | 0          | USOC            | 4               | 0               |                    | -                  | -                  |             | -           | -           | 35     | 0      |
| 2020                    | Portland Timbers        | MLS                     | 2          | 0          |                 | -               | -               |                    | -                  | -                  |             | -           | -           | 2      | 0      |
| Totale Portland Timbers | Totale Portland Timbers | Totale Portland Timbers | 280        | 10         |                 | 11              | 0               |                    | 4                  | 0                  |             | -           | -           | 295    | 10     |
| Totale carriera         | Totale carriera         | Totale carriera         | 363        | 16         |                 | 11              | 0               |                    | 23                 | 0                  |             | -           | -           | 397    | 16     |

### Cronologia presenze e reti in nazionale
| Cronologia completa delle presenze e delle reti in nazionale ― Colombia | Cronologia completa delle presenze e delle reti in nazionale ― Colombia | Cronologia completa delle presenze e delle reti in nazionale ― Colombia | Cronologia completa delle presenze e delle reti in nazionale ― Colombia | Cronologia completa delle presenze e delle reti in nazionale ― Colombia | Cronologia completa delle presenze e delle reti in nazionale ― Colombia | Cronologia completa delle presenze e delle reti in nazionale ― Colombia | Cronologia completa delle presenze e delle reti in nazionale ― Colombia |
| Data                                                                    | Città                                                                   | In casa                                                                 | Risultato                                                               | Ospiti                                                                  | Competizione                                                            | Reti                                                                    | Note                                                                    |
| ----------------------------------------------------------------------- | ----------------------------------------------------------------------- | ----------------------------------------------------------------------- | ----------------------------------------------------------------------- | ----------------------------------------------------------------------- | ----------------------------------------------------------------------- | ----------------------------------------------------------------------- | ----------------------------------------------------------------------- |
| 18-11-2010                                                              | Bogotà                                                                  | Colombia                                                                | 1 – 1                                                                   | Perù                                                                    | Amichevole                                                              | -                                                                       |                                                                         |
| 11-10-2011                                                              | La Paz                                                                  | Bolivia                                                                 | 1 – 2                                                                   | Colombia                                                                | Qual. Mondiali 2014                                                     | -                                                                       | 70’                                                                     |
| Totale                                                                  |                                                                         | Presenze                                                                | 2                                                                       |                                                                         | Reti                                                                    | 0                                                                       |                                                                         |

## Palmarès

### Club

#### Competizioni Nazionali
- Campionato MLS: 1

Portland Timbers: 2015
- MLS is Back Tournament: 1

Portland Timbers: 2020

### Individuale
- MLS Best XI: 1

2020